# Bulletin ouvrier des échecs
Bulletin ouvrier des échecs – miesięcznik szachowy, ukazujący się we Francji w latach 1935–1946 (z wyjątkiem lat II wojny światowej).